# Acanthoderes rufofemorata
Acanthoderes rufofemorata là một loài bọ cánh cứng trong họ Cerambycidae.